# Bérald Crambes
 (novembre 2019).
Si vous disposez d'ouvrages ou d'articles de référence ou si vous connaissez des sites web de qualité traitant du thème abordé ici, merci de compléter l'article en donnant les références utiles à sa vérifiabilité et en les liant à la section « Notes et références ».
Bérald Crambes, né le 5 mai 1987 à Saint-Georges-de-Didonne (Charente-Maritime), est le bassiste du groupe français BB Brunes.

## Biographie
Autodidacte, Bérald commence la basse à l'âge de 13 ans avec l'envie de former un groupe de rock à l'image de ses icônes (Lou Reed, Prince, Julian Casablancas, ou encore Pete Doherty). N'ayant pas appris à lire la musique, il développe son oreille et apprend à composer ses propres morceaux. Il continue aujourd'hui encore à jouer sans notion de solfège. 
A 16 ans, il monte son premier groupe (Stupid Einsteins Trapped At Their Own Relativity). Il forme ensuite Love Magnet, un groupe influencé par le courant des Jeunes Gens Mödernes, avec Christophe KBye (Jad Wio) et Pat Claus. 
C'est en 2007 qu'il intègre BB Brunes après avoir répondu à une annonce du groupe passée sur Myspace. À la suite de l'audition, il quitte le lycée Chaptal après avoir obtenu son baccalauréat et devient un membre du groupe à part entière. Il s'installe à Paris après avoir passé son enfance en Picardie.
Sa marque de basse de prédilection est James Trussart.
Bérald est aussi passionné par le cinéma et réalise des courts-métrages et des clips vidéo.
Il est en ce moment[Quand ?] en tournée avec BB Brunes où ils jouent sur scène l'album Puzzle sorti en Septembre 2017.

## Filmographie
- 2012 : Astérix et Obélix : Au service de sa Majesté de Laurent Tirard : Un Barde